# Bni Boufrah
Bni Boufrah est une commune rurale de la province d'Al Hoceïma, dans la région Tanger-Tétouan-Al Hoceïma, au Maroc.

## Géographie
Bni Boufrah est à une distance à vol d'oiseau de près de 39 km et, par la route, d'environ 51 km — via notamment la N6 — de la ville d'Al Hoceïma, chef-lieu de sa province d'appartenance. Son code géographique est 01.051.03.01 et son code postal 32102.
|                                  | mer Méditerranée                     |                                |
| Bni Gmil (province d'Al Hoceïma) | Bni Boufrah                          | Senada (province d'Al Hoceïma) |
|                                  | Sidi Boutmim (province d'Al Hoceïma) |                                |

## Toponymie
Le nom en arabe de Bni Boufrah est بني بوفراح.

## Histoire
Depuis le passage de 16 à 12 régions en 2015, Bni Boufrah, tout comme sa province d'appartenance, ne fait plus partie de la région Taza-Al Hoceïma-Taounate — disparue — mais de la région Tanger-Tétouan-Al Hoceïma.

## Démographie
Lors du recensement de 2014, Bni Boufrah avait une population de 9 653 habitants répartis dans 1 875 ménages.

## Administration et politique
Dans le cadre de la décentralisation, la commune de Bni Boufrah relève de la province d'Al Hoceïma, dans la région Tanger-Tétouan-Al Hoceïma. Dans le cadre de la déconcentration en milieu rural de la province d'Al Hoceïma, elle dépend, ainsi que les communes de Bni Gmil, Bni Gmil Maksouline et Senada, du cercle de Bni Boufrah.
Le président du conseil communal est Ismail Raiss, du Parti Authenticité et Modernité (PAM), dont le mandat de six ans s'étend jusqu'en 2021.